# Maria van Oosterwijck

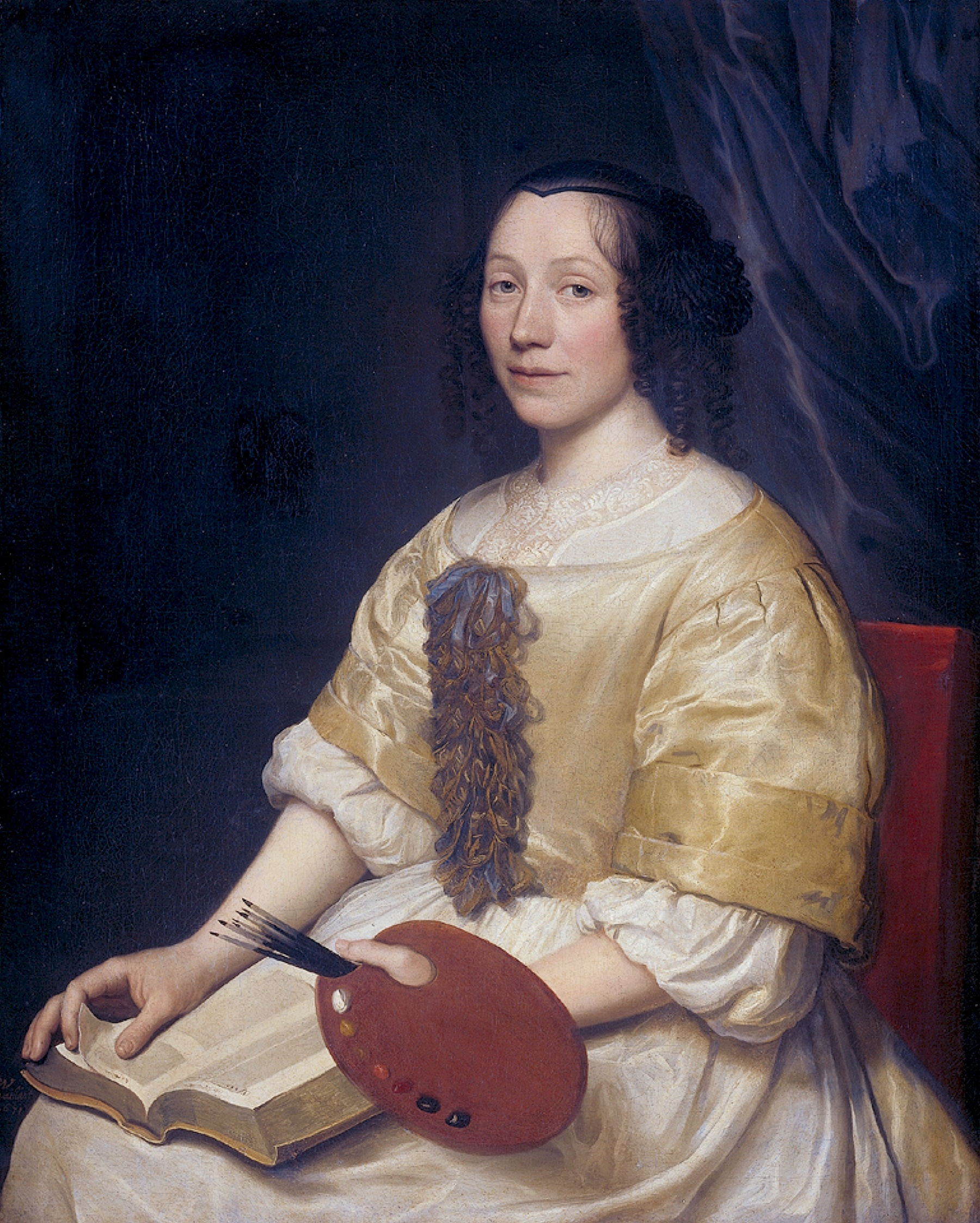
Ritratto di Maria van Oosterwijck eseguito da Wallerant Vaillant

Maria van Oosterwijck, o van Oosterwyck (Nootdorp, 20 agosto 1630 – Uitdam, 12 novembre 1693), è stata una pittrice olandese del secolo d'oro.

## Biografia

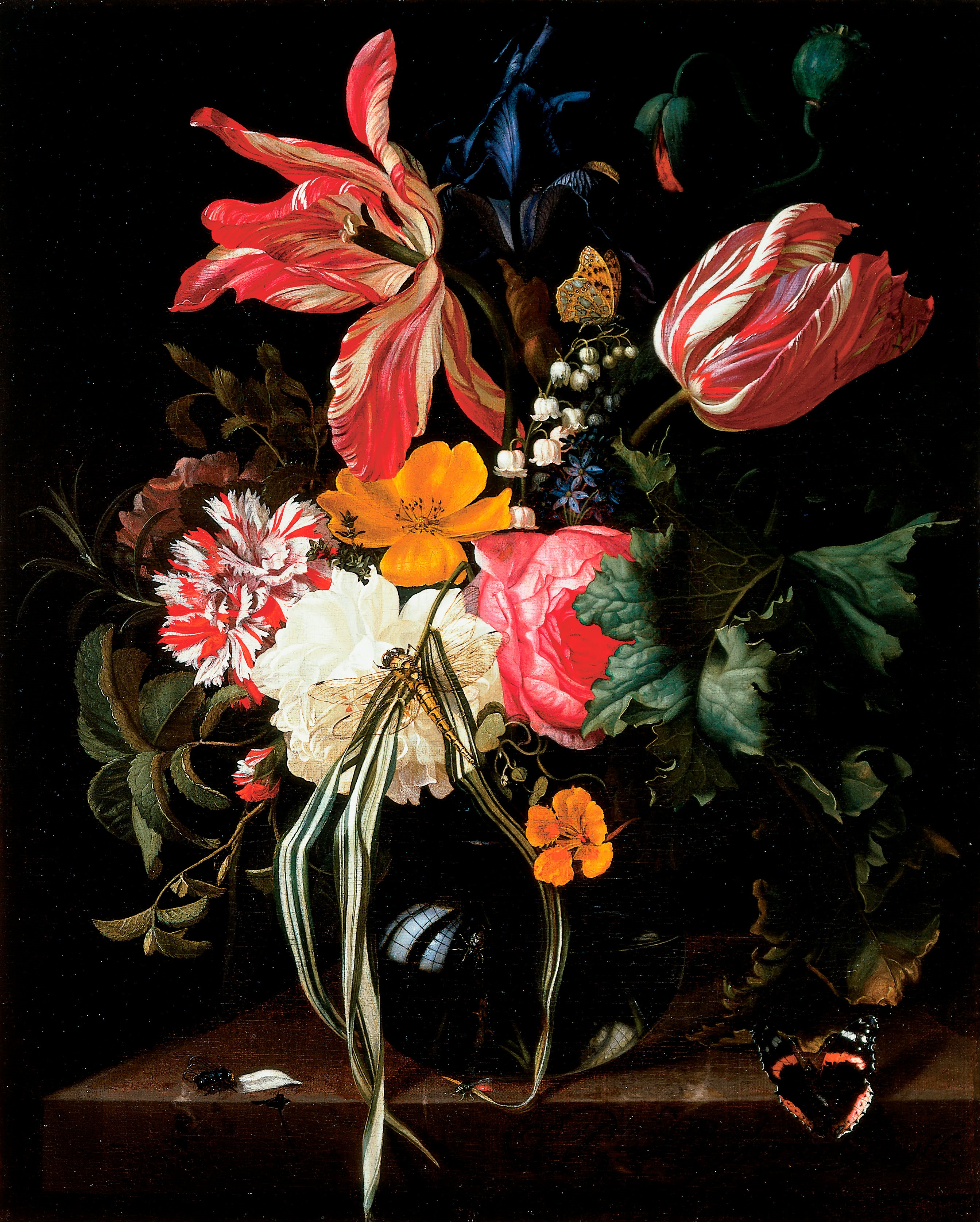
Natura morta con fiori e farfalle

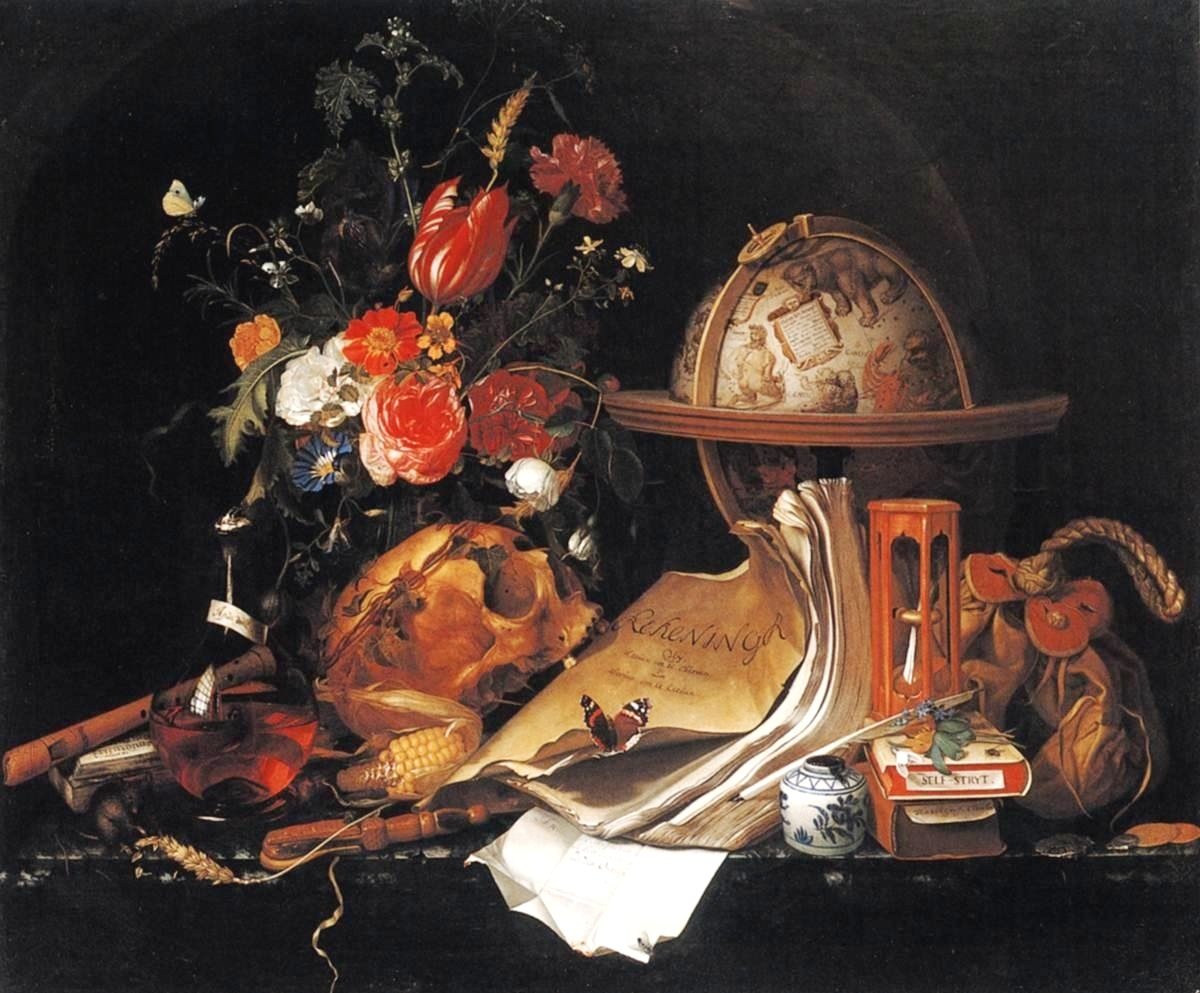
Vanitas (1668)

Figlia del pastore protestante Jacobus van Oosterwijck e di Adriana Lambrechts van Linschoten, fu allieva di Willem van Aelst o di Jan Davidsz. de Heem. Fin da giovane visse in un ambiente ricco di influenze artistiche e dimostrò precocemente le sue doti di pittrice: la zia Maria van Linschoten aveva sposato Hendrik van Beijeren, padre del pittore di nature morte Abraham van Beyeren, che a sua volta si era sposato con Anna van den Queborn, anch'essa pittrice di nature morte.
Maria operò dapprima a Delft, dove tra il 1656 ed il 1658 aveva il suo studio in Voorstraat nella casa che era appartenuta a suo nonno materno, poi a Leida (1658-1660), dove si era recata assieme al fratello Lambert, studente di teologia, e dove viveva lo zio Jan Jansz. Orlers, storico, e Utrecht (1660), dove rimase per circa tre anni, dedicandosi alla pittura di nature morte nello stile di Jan Davidsz. de Heem, che, secondo Houbraken, era il suo mentore. Nel 1675 infine si trasferì ad Amsterdam, dove abitò di fronte all'atelier del van Aelst e dove rimase ed operò fino al 1689.
Inizialmente fu apprendista del van Aelst e tramite lui ottenne i suoi primi riconoscimenti internazionali. A questo punto iniziò a dedicarsi quasi esclusivamente alla pittura di nature morte, in particolare di fiori, frutta e vanitas, realizzate in uno stile che risente dell'influenza di Jan Davidsz. de Heem. Questi dipinti erano poi venduti alle persone altolocate di Amsterdam. Durante la sua vita, Maria raggiunse una certa notorietà, tanto da avere come mecenati Luigi XIV di Francia e l'imperatore Leopoldo I d'Asburgo e ottenere una certa agiatezza economica. Le sue opere furono apprezzate dalle famiglie reali di Francia, Sassonia e Inghilterra, anche Cosimo III de' Medici acquistò un suo dipinto. Tuttavia, come molte donne, non divenne mai membro di una corporazione di pittori.
Maria dedicò tutta la vita alla pittura e decise perciò di non sposarsi: rifiutò quindi la proposta di matrimonio che, secondo Houbraken, le fece Willem van Aelst.
Si formò alla sua scuola Geertgen Wyntges.

## Opere
- Natura morta con fiori e farfalle, dipinto, 37,1 x 46 cm, 1669, Cincinnati Art Museum, Cincinnati
- Vanitas con mappamondo, teschio, clessidra e vaso di fiori, dipinto, 73 x 88,5 cm, 1668, Kunsthistorisches Museum, Vienna
- Natura morta con vaso di fiori e chiocciola su tavolo di legno, olio su tela, Fitzwilliam Museum, Cambridge[6]
- Natura morta con fiori legati da nastro e farfalla, olio su tela[7]
- Vanitas con teschio e girasole, olio su tela, Collezione privata[8]
- Natura morta con fiori e frutta, olio su tela, 1670 circa, Palazzo Pitti, Firenze[9]
- Natura morta con fiori in vaso finemente decorato, olio su tela, 62 x 47,5 cm, 1670-1675, Mauritshuis, L'Aia[10]
- Natura morta con vaso di fiori posto su una mensola di pietra con un limone, un lime e una farfalla, firmato in basso al centro Maria Va Oosterwijck Aº 1675, olio su tela, 90,4 x 80,7 cm, 1675[11]
- Natura morta con fiori, girasole e insetti, olio su tela, 73,6 x 55,8 cm, 1670 circa, Denver Art Museum, Denver[12]
- Natura morta con fiori e farfalle, olio su tavola, 47,3 x 36,8 cm, 1686, Royal Collection[13]
- Natura morta con fiori, insetti e una conchiglia, olio su tavola, 47,4 × 36,5 cm, 1689, Royal Collection[14]